# Kabinett Seehofer I
Das Kabinett Seehofer I bildete von dem 30. Oktober 2008 bis 8. Oktober 2013 die Staatsregierung des Freistaates Bayern. Geführt wurde es von Horst Seehofer (CSU), der am 27. Oktober 2008 vom Landtag zum Ministerpräsidenten gewählt wurde. Es war die erste Koalitionsregierung in Bayern seit der Koalition von CSU und Bayernpartei im Kabinett Goppel I (1962–1966). Die Bildung einer Koalition war notwendig geworden, nachdem die CSU ihre absolute Mehrheit bei den Landtagswahlen am 28. September 2008 verloren hatte.
Gemäß der Koalitionsvereinbarung stellte die FDP den Minister für Wirtschaft, Infrastruktur, Verkehr und Technologie sowie den Minister für Wissenschaft, Forschung und Kunst. Außerdem stand ihr die Position des Staatssekretärs im Wirtschaftsministerium zu. Für die übrigen Mitglieder der Staatsregierung lag das Vorschlagsrecht bei der CSU. Wie bereits in den Vorgängerkabinetten von Stoiber und Beckstein wurde die 1998 eingeführte verfassungsrechtliche Höchstgrenze von 18 Mitgliedern voll ausgeschöpft.
| Amt oder Ressort                                                            | Bild                                              | Amtsinhaber(in)                        | Partei | Partei          | Staatssekretär(in)             | Partei | Partei |
| --------------------------------------------------------------------------- | ------------------------------------------------- | -------------------------------------- | ------ | --------------- | ------------------------------ | ------ | ------ |
| Ministerpräsident                                                           |                                                   | Horst Seehofer                         |        | CSU             |                                |        |        |
| Stellvertretender Ministerpräsident                                         |                                                   | Martin Zeil                            |        | FDP             |                                |        |        |
| Wirtschaft, Infrastruktur, Verkehr und Technologie                          | Katja Hessel                                      | Martin Zeil                            |        | FDP             | FDP                            |        |        |
| Staatsminister und Leiter der Staatskanzlei                                 |                                                   | Siegfried Schneider bis 17. März 2011  |        | CSU             |                                |        |        |
| Staatsminister und Leiter der Staatskanzlei                                 | Marcel Huber 17. März bis 4. November 2011        |                                        |        | CSU             |                                |        |        |
| Staatsminister und Leiter der Staatskanzlei                                 | Thomas Kreuzer seit 4. November 2011              |                                        |        | CSU             |                                |        |        |
| Staatsministerin für Bundes- und Europaangelegenheiten in der Staatskanzlei |                                                   | Emilia Müller                          | CSU    |                 |                                |        |        |
| Zweiter Stellvertreter des Ministerpräsidenten                              |                                                   | Joachim Herrmann                       | CSU    |                 |                                |        |        |
| Inneres                                                                     | Bernd Weiß bis 7. Oktober 2009                    | Joachim Herrmann                       | CSU    |                 | CSU                            |        |        |
| Inneres                                                                     | Gerhard Eck ab 14. Oktober 2009                   | Joachim Herrmann                       | CSU    |                 | CSU                            |        |        |
| Justiz und Verbraucherschutz                                                |                                                   | Beate Merk                             | CSU    |                 |                                |        |        |
| Wissenschaft, Forschung und Kunst                                           |                                                   | Wolfgang Heubisch                      |        | FDP             |                                |        |        |
| Unterricht und Kultus                                                       |                                                   | Ludwig Spaenle                         |        | CSU             | Marcel Huber bis 17. März 2011 |        | CSU    |
| Unterricht und Kultus                                                       | Thomas Kreuzer 17. März 2011 bis 4. November 2011 | Ludwig Spaenle                         | CSU    | CSU             |                                |        |        |
| Unterricht und Kultus                                                       | Bernd Sibler seit 4. November 2011                | Ludwig Spaenle                         | CSU    | CSU             |                                |        |        |
| Finanzen                                                                    |                                                   | Georg Fahrenschon bis 4. November 2011 | CSU    | Franz Pschierer |                                | CSU    |        |
| Finanzen                                                                    |                                                   | Markus Söder ab 4. November 2011       | CSU    | Franz Pschierer |                                | CSU    |        |
| Umwelt und Gesundheit                                                       |                                                   | Markus Söder bis 4. November 2011      | CSU    | Melanie Huml    | CSU                            |        |        |
| Umwelt und Gesundheit                                                       |                                                   | Marcel Huber ab 4. November 2011       | CSU    | Melanie Huml    | CSU                            |        |        |
| Ernährung, Landwirtschaft und Forsten                                       |                                                   | Helmut Brunner                         | CSU    |                 |                                |        |        |
| Arbeit und Sozialordnung, Familie und Frauen                                |                                                   | Christine Haderthauer                  | CSU    | Markus Sackmann |                                | CSU    |        |